# Carlo Bichi
Carlo Bichi (Siena, 6 maggio 1638 – Roma, 7 novembre 1718) è stato un cardinale italiano.

## Biografia
Nacque a Siena il 6 maggio 1638.
Papa Alessandro VIII lo elevò al rango di cardinale nel concistoro del 13 febbraio 1690.
Morì il 7 novembre 1718 all'età di 80 anni.